# El Circo de Navidad
El Circo de Navidad es un circo fundado en diciembre del año 2001 por un grupo de trabajadores de la cultura y el arte teatral y circese de la ciudad de Los Ángeles California dirigidos por el emigrante Colombiano Leonardo Meza. Su objetivo es de preservar y cultivar en las nuevas generaciones las tradiciones navidenas hispanas y estableser una institución circense teatral en el sur de California.
La primera edición del circo de Navidad se realiza en las instalaciones del Celebrity Center de Hollywood bajo una bella estructura metálica semejante a un gran circo, el cual servía de auditorio a esta institución. Este año (2001) en especial el sitio fue adornada de manera alegórica a la clásica decoración invernal norteamericana. En el escenario existía una chimenea un gran ventanal que mostraba un paisaje nevado muy propio de la temporada de (Christmas), el escenario tenía una sala de mansión y un piano de cola y un gran árbol navideño cargado de paquetes de regalos.
Teniendo en cuenta estos elementos decorativos que ya estaban instalados en el auditorio, Leonardo Meza y los miembros del grupo de teatro Tatalejos desarrollaron una bella historia navideña que hoy día es ya un clásico de la temporada dicembrina en Los Ángeles California.
La Historia del sueño de Anita y su abuelo en el Circo de Navidad. 
A partir del año 2002 el Circo de Navidad pasó a desarrollarse en carpa al estilo tradicional del circo y se desplaza en la temporada navideña por distintos punto de la ciudad de Los Ángeles California.
La entrada a este espectáculo es totalmente gratuita para la comunidad pues hoy día cuenta con el patrocinio de la empresa privada y el apoyo de las ciudades del área metropolitana de Los Ángeles California.
- Datos: Q5821427